# Kardinalismus
Der Kardinalismus ist ein Begriff der christlichen Ethik. Er ordnet die natürlichen Tugenden den theologischen Tugenden unter.
Die in Platons Buch Politeia erwähnten vier natürlichen oder philosophischen Kardinaltugenden sind
- Sophia (Weisheit)
- Andreia (Tapferkeit)
- Sophrosyne (Besonnenheit) und
- Dikaiosyne (Gerechtigkeit)

Diese werden im Kardinalismus den theologischen und übernatürlichen Tugenden Glaube, Hoffnung und Liebe zu- und untergeordnet.